# Sei Karih
Sei Karih is een bestuurslaag in het regentschap Serdang Bedagai van de provincie Noord-Sumatra, Indonesië. Sei Karih telt 408 inwoners (volkstelling 2010).